# Юровский сельский совет (Конотопский район)
Юровский сельский совет (укр. Юрівська сільська рада) — входит в состав
Конотопского района
Сумской области
Украины.
Административный центр сельского совета находится в 
с. Юровка
.

## Населённые пункты совета
- с. Юровка